# هاري كونينغهام
هاري كونينغهام (بالإنجليزية: Harry Cunningham)‏ هو لاعب كرة قدم أسترالية أسترالي، ولد في 6 ديسمبر 1993 في واجا واجا في أستراليا.

## وصلات خارجية
- هاري كونينغهام على موقع AustralianFootball.com (الإنجليزية)
- هاري كونينغهام على موقع AFLtables.com (الإنجليزية)